# オリーブハマチ
オリーブハマチとはフルーツ魚のひとつで、養殖のハマチである。世界で初めてハマチ養殖の事業化に成功した野網和三郎の生誕100年と、ハマチ養殖80周年という節目を記念して、2008年（平成20年）に香川県でオリーブハマチの研究が行われた。
香川県では小豆島などでオリーブが生産されており、オリーブの葉を粉末にして飼料に混合して与えたハマチが養殖された。「香川県産のオリーブの葉を粉末にして飼料に混合し、一定期間（2 - 3週間）以上与えたハマチ」を“オリーブハマチ”とブランド化した。
なお、香川県にはハマチをブリにまで育てたオリーブぶりも生産され、2011年に商標登録された。